# Record (informatica)
In informatica, un record (noto anche come struttura) è un tipo di dato strutturato che comprende diversi elementi (detti campi o membri) di tipo eterogeneo. A differenza degli array, nei record il numero di campi è usualmente stabilito nella definizione del tipo e i campi hanno un nome. I record sono impiegati tipicamente nell'implementazione delle strutture dati.
Nei linguaggi di programmazione orientata agli oggetti, un oggetto è un record esteso grazie all'aggiunta di procedure e funzioni atte a manipolare i dati in esso immagazzinati; molti linguaggi OOP conservano comunque i tipi record (che spesso sono implementati come casi particolari di oggetti, ad esempio in C++), per questioni di retrocompatibilità o per consentire l'implementazione di strutture plain old data (POD).

## Esempi

### Ada
In Ada i record vengono dichiarati con la parola riservata record, seguita da un elenco separato da punto e virgola dei nomi dei campi, per i quali viene specificato il tipo e facoltativamente un valore predefinito di inizializzazione. Le variabili di tipo strutturato possono essere inizializzate con una comprehension, e si accede ai campi con l'operatore punto.
```
type
 
Libro
 
is

    
record

        
Titolo
:
 
String
(
1.
.
100
)
 
:=
 
""
;

        
Editore
:
 
String
(
1.
.
100
)
 
:=
 
""
;

        
Autore
:
 
String
(
1.
.
100
)
 
:=
 
""
;

        
Integer
:
 
Anno_Pubblicazione
 
:=
 
0
;

        
Positive
:
 
Numero_Pagine
 
:=
 
1
;

    
end record

```

### C
In C i record vengono chiamati strutture (struct) e vengono dichiarati con la parola riservata struct, seguita da un elenco tra parentesi graffe dei nomi dei campi preceduti dal tipo e separati da punto e virgola (analogamente a delle dichiarazioni di variabili). L'inserimento del nome del tipo (nel caso dell'esempio, Libro) è facoltativo e se si omette il tipo viene dichiarato anonimamente. Tra la graffa chiusa e il punto e virgola possono essere inseriti gli identificatori di variabili dichiarate con quel tipo. Se il tipo non è anonimo vi si può fare riferimento in seguito (per esempio nelle dichiarazioni) includendo la keyword struct. L'inizializzazione avviene con un letterale composto, i cui elementi seguono l'ordine della dichiarazione. Si accede ai campi con l'operatore punto, o con l'operatore freccia nel caso di un puntatore a variabile di tipo struct (->).
```
/* dichiarazione tipo strutturato */

struct
 
Libro

{

    
char
 
titolo
[
100
];

    
char
 
editore
[
100
];

    
char
 
autore
[
100
];

    
int
 
anno_pubblicazione
;

    
unsigned
 
int
 
numero_pagine
;

}
 
divina_commedia
,
 
decameron
;
 
/* variabili di tipo struct Libro */

/* altra variabile di tipo struct Libro, con inizializzazione */

struct
 
Libro
 
canzoniere
 
=
 
{
"Canzoniere"
,
 
"Vindelino da Spira"
,
 
"Francesco Petrarca"
,
 
1470
,
 
257u
};
 

struct
 
Libro
 
*
puntatore
 
=
 
&
canzoniere
;

canzoniere
.
titolo
 
==
 
puntatore
->
titolo
;
 
/* accesso ai membri */

```

### C++
In C++ i record ereditano la sintassi del C estendendola, per cui le strutture di un programma C generalmente sono valide anche in C++ ma non è valido in generale il contrario. Nelle struct C++ è infatti possibile utilizzare gli stessi membri di una classe, come costruttori e metodi, e la differenza rispetto al costrutto class è nel fatto che per i membri di una classe il modificatore di accesso predefinito è private, mentre nelle struct è public.